# Hameur Bouazza
Hameur Bouazza (Évry (Essonne), 22 de fevereiro de 1985) é um futebolista profissional argelino que atua como meia.

## Carreira
Hameur Bouazza representou o elenco da Seleção Argelina de Futebol no Campeonato Africano das Nações de 2013.